# هشام کعبی
هشام کعبی (انگلیسی: Hichem Kaabi؛ زادهٔ ۱۳ سپتامبر ۱۹۸۶) بازیکن والیبال اهل تونس است.